# جوردن بيترسن
جُورْدَن بِيتَرْسَن (بالإنجليزية: Jordan Peterson) عالم نفس سريري ومفكر كندي وبروفيسور علم النفس في جامعة تورنتو. اختصَّ في علم النفس اللاقياسي وعلم النفس الاجتماعي وعلم نفس الشخصية، مع اهتمام خاص بعلم نفس الأديان وأيديولوجيا الإيمان وتقييم وتحسين الشخصية والأداء وظيفي.
درسَ بيترسن في جامعة ألبرتا وجامعة مكغيل، وبقي في الأخيرة كزميل ما بعد الدكتوراه من عام 1991 إلى 1992 قبل الرحيل إلى جامعة هارفارد، حيث كان مساعدا ومن ثم أستاذ مشارك في قسم علم النفس. عاد بيترسن إلى كندا في عام 1998 ليعمل كبروفيسور في جامعة تورنتو.
كتابهُ الأول Maps of Meaning: The Architecture of Belief صدر في عام 1999، وفيه يفحص العديد من المجالات الأكاديمية لوصف بنية نظم المعتقدات والأساطير، ودورها في تنظيم الشعور وخلق المعنى والدافع للإبادة الجماعية. كتابه الثاني 12 Rules for Life: An Antidote to Chaos صدر في يناير 2018.
في عام 2017م، أصدر سلسلة منَ مقاطع الفيديو على يوتيوب تختص بتحليل الديانتين اليهودية والمسيحية، وفيها يُقدم شروحات دقيقة عن سبب ارتباط هذهِ التعاليم بالحياة الإنسانية بطريقة مُباشرة، بالإضافة إلى شروحاتٍ مُرتبطة بأهم العلوم العصبية والنفسية والاجتماعية، ذلكَ بالإضافة إلى شروحاتٍ أهم الديانات الإنسانية مثل البوذية والبابلية، والحضارة المصرية، وأعمال عُلماء وفلاسفة مثل نيتشه ودوستويفسكي وكارل يونغ.
في عام 2016م، أصدر بيترسن سلسلة من مقاطع فيديو على يوتيوب ينتقد فيها الصواب السياسي، ومشروع قانون الحكومة الكندية رقم سي-16، وهو «قانون لتعديل القانون الكندي لحقوق الإنسان والقانون الجنائي». أضاف هذا القانون «الهوية الجندرية» و«التعبير الجندري» كأحد أسباب التمييز المحظورة، الأمر الذي وصفه بيترسن أنه بداية دخول التعبير بالإكراه إلى القانون، على الرغم من معارضة الخبراء القانونيين له. تلقى بيترسن بعد ذلك تغطية إعلامية كبيرة مستقطبًا الدعم والنقد على حد سواء. ربط العديد من الكتاب بيترسن بمجموعة «شبكة الإنترنت المظلمة الذكية».

## نشأته
ولد بيترسن في 12 يونيو عام 1962. نشأ في فيرفيو، ألبرتا، وهي بلدة صغيرة شمال غرب مسقط رأسه (إدمونتون). كان الأكبر بين ثلاثة أطفال لوالتر وبيفرلي بيترسن. كانت بيفرلي أمينة مكتبة في حرم كلية غراند برايري الإقليمية في فيرفيو، وكان والتر مدرسًا. اسم بيترسن الأوسط هو بِرنت على اسم جده النرويجي الأكبر.
عندما كان بيترسن في الثالثة عشر من عمره، تعرف على كتابات جورج أورويل، وألدوس هكسلي، وألكسندر سولجينيتسين، وآين راند من قبل أمينة مكتبة مدرسته «ساندي نوتلي» (والدة رايتشل نوتلي، زعيمة حزب ألبرتا الديمقراطي الجديد، والعمدة السابعة عشر لمقاطعة ألبرتا). عمل في الحزب الديمقراطي الجديد طوال سنوات مراهقته، ولكنه بدأ يشعر بخيبة الأمل من الحزب. ثم وجد صدى لهذا الشعور بالإحباط في تشخيص أورويل، في كتابه الطريق إلى رصيف ويجان، الذي يقول فيه «اشتراكيو الطبقة الوسطى المثقفون ومرتدو سترات الصوف» الذين «لا يحبون الفقراء؛ لكنهم فقط يكرهون الأغنياء». غادر الحزب الديمقراطي الجديد في سن الثامنة عشر.

## تعليمه
بعد تخرجه من مدرسة فيرفيو الثانوية في عام 1979، التحق بيترسن بكلية غراندي برايري الإقليمية لدراسة العلوم السياسية والأدب الإنجليزي. انتقل بعد ذلك إلى جامعة ألبرتا، حيث أكمل حصوله على شهادة البكالوريوس في العلوم السياسية في عام 1982. بعد ذلك، أخذ إجازة لمدة سنة لزيارة أوروبا. هناك بدأ بدراسة المنابع النفسية للحرب الباردة، والشمولية الأوروبية في القرن العشرين، وأعمال كارل يونغ، وفريدريك نيتشه، وألكسندر سولجينيتسين، وفيودور دوستويفسكي. ثم عاد إلى جامعة ألبرتا وحصل على شهادة بكالوريوس في علم النفس في عام 1984. في عام 1985، انتقل إلى مونتريال للالتحاق بجامعة مكغيل. وحصل على شهادة الدكتوراه في علم النفس السريري تحت إشراف روبرت أو. بيل في عام 1991، وبقي بدرجة باحث ما بعد الدكتوراه في مستشفى دوغلاس في مكغيل حتى يونيو عام 1993، حيث عمل مع بيل وموريس دونجييه.

## مهنته
منذ يوليو عام 1993 وحتى يونيو عام 1998، عاش بيترسن في أرلينغتون، ماساتشوستس، وهو يدرّس ويجري البحوث في جامعة هارفارد كأستاذ مساعد في قسم علم النفس. خلال فترة وجوده في جامعة هارفارد، درس العدوان الناجم عن تعاطي المخدرات والكحول، وأشرف على عدد من مقترحات لأطروحات غير تقليدية. أشار طالبا دكتوراه سابقان، شيللي كارسون، عالمة نفس ومدرسة من جامعة هارفارد، والمؤلف غريغ هورويتز، إلى أن محاضرات بيترسن كانت موضع إعجاب كبير من قبل طلابه. في يوليو عام 1998، عاد إلى كندا وأصبح في النهاية أستاذًا متفرغًا في جامعة تورنتو.
تكمن مجالات الدراسة والبحث الخاصة ببيترسن في علم النفس الدوائي، وعلم النفس اللاقياسي، والعصبي، والسريري، والشخصي، والاجتماعي، والصناعي والتنظيمي، والديني، والأيديولوجي، والسياسي، والإبداعي. ألف بيترسن أو شارك في تأليف أكثر من مئة ورقة بحثية أكاديمية، واستُشهد به نحو 8,000 مرة اعتبارًا من منتصف عام 2017.

## أعماله
- خرائط المعنى: هندسة الإيمان، روتليدج، 1999
- 12 قاعدة للحياة : ترياق للفوضى، بنغوين راندوم هاوس، 2018
  - ترجمة: محمد إبراهيم الجندي، دار التنوير للطباعة والنشر، 2020
- ما بعد النظام: 12 قاعدة أخرى للحياة، بنغوين راندوم هاوس، 2021

## روابط خارجية
- جوردن بيترسن على موقع IMDb (الإنجليزية)
- جوردن بيترسن على موقع مونزينجر (الألمانية)
- جوردن بيترسن على موقع ميوزك برينز (الإنجليزية)
- جوردن بيترسن على موقع ديسكوغز (الإنجليزية)
- جوردن بيترسن على موقع قاعدة بيانات الفيلم (الإنجليزية)